# Andrew Puzder
Andrew Puzder (ur. 11 lipca 1950 w Cleveland) – amerykański prezes CKE Restaurants.

## Życiorys
Rozpoczął studia na Kent State University, których nie ukończył z powodu strzelaniny w 1970 roku. W 1975 uzyskał tytuł licencjata na State University w Cleveland ze studiów historycznych, a także był pełnomocnikiem  Morris Shenker do 1984 roku. Został mianowany na Sekretarza Pracy w gabinecie Donalda Trumpa. 15 lutego 2017 wycofał się z powodu znacznego sprzeciwu wobec jego nominacji.